# オートルクピュルサン
オートルクピュルサン（仏: Autre que Pur-sang、AQPS）は、フランスでサラブレッド（仏: Pur-sang、PS）と区別するために用いられた分類である。サラブレッドと主にセルフランセやアングロアラブといった他品種との交配によって生まれた競走馬である。その起源は、障害競走においてサラブレッドよりも強力な馬を求めたことにある。多くの点でサラブレッドに匹敵するが、より強靱で耐久性があり、一方で速さでは劣る。
オートルクピュルサンという名前は、それ以前からスポーツ選手や専門家の間で使われていたが、独自の品種としてフランスの血統登録簿に登録されたのは2005年2月11日以降からで、ハラス・ナショノーによって管理されている。年間約1100頭が誕生しており、生産は主にフランス中東部と西部2つの地域で行われている。オートルクピュルサンとして誕生した最初の仔馬は2006年に誕生した。

## 歴史
オートルクピュルサンの起源は、サラブレッドとフランスに存在する他の血統（セルフランセやアングロアラブ、さまざまな競技馬、稀にフレンチトロッター）との交配にまで遡ることができる。この種の交配は18世紀に遡るが、血統を管理する協会が設立されたのは1922年のことである。繁殖はブルゴーニュ中南部で始まり、その後フランス全土に広がった。2006年以前の典型的なオートルクピュルサンには、サラブレッドの血の割合が高いセルフランセと、アラブ種の血量が12.5％以下のアングロアラブの2種類があった。このような交配に対する関心は一般的に障害競走馬に集中するため、これらの馬は「レーシング・ハーフ・ブラッド」として知られている。長年にわたる選択を経て、高性能血統の出現に繋がった。